# Dactylolabis sexmaculata
Dactylolabis sexmaculata là một loài ruồi trong họ Limoniidae. Chúng phân bố ở miền Cổ bắc.